# ريك ديفوراك
ريك ديفوراك (بالإنجليزية: Rick Dvorak)‏ هو لاعب كرة قدم أمريكية أمريكي، ولد في 21 أبريل 1952 في سبيرفيل في الولايات المتحدة.

## وصلات خارجية
- ريك ديفوراك على موقع مرجع كرة القدم المحترفة.كوم (الإنجليزية)
- ريك ديفوراك على موقع JustSportsStats.com (الإنجليزية)